# Лобос, Лукас
Лу́кас Ло́бос (исп. Lucas Armando Lobos Mack; род. 3 августа 1981 года, Ла-Плата, Аргентина) — аргентинский футболист, атакующий полузащитник.

## Клубная карьера
После окончания футбольной академии «Химнасии Ла-Плата», Лобос в возрасте 17 лет был переведен в первую команду. Через 3 месяца в поединке против «Банфилда» Лукас дебютирует в аргентинском чемпионате. За аргентинский клуб Лобос выступал 5 лет дважды выигрывая серебряные медали чемпионата и сыграв за «Химнасию» более 100 матчей.
Лобос решает покинуть Аргентину и в 2006 году подписывает контракт с испанской командой «Кадис», выступающей в Сегунде. Несмотря на большую результативность Лукаса, ему не удается спасти клуб от вылета во второй дивизион. По итогам сезона «Кадис» отправляется лигой ниже, а Лобос забив 15 мячей в 47 матчах возвращается в Южную Америку.
В декабре 2007 года Лукас подписал четырехлетний контракт с мексиканским клубом УАНЛ Тигрес. 2 марта 2008 года в матче против столичной «Америки» он забил свой первый гол за новый клуб и помог «тиграм» одержать крупную победу, 3-0. Через неделю 9 марта Лукас забил вновь, помогая УАНЛ вырвать победу у «Монтеррея», 2-3. Лобос довольно уверенно начал сезон Апертуры 2008, забив 2 гола и отдав 4 голевые передачи, но получил травму колена и вынужден был перенести операцию по окончании сезона. 11 августа 2010 года, Лукас продлил контракт с клубом на 3 года, а в 2011 году был выбран капитаном команды, за отлично проведенный сезон в котором он стал Лучшим футболистом турнира, а также выиграл чемпионат. В сезоне Апертуры 2012/13 после 12 туров с 6 голами Лобос занял второе место в списке бомбардиров МХ Лиги.
Летом 2014 года Лукас перешёл в «Толуку». 20 июля в матче против «Монаркас Морелия» он дебютировал за новую команду. 21 сентября в поединке против «Монтеррея» Лобос забил первый гол за «Толуку». Летом 2016 года Лукас вернулся в Химнасию Ла-Плата«».

## Личная жизнь
В 2005 году Лукас и его жена Флоренсия сыграли свадьбу. Через год, во время выступлений за Кадис у пары родилась девочка, которую назвали Лола. В январе 2013 года у Лобоса родились близнецы Лусия и Матео. В том же году Лукас получил мексиканское гражданство, как гражданин непрерывно в течение пяти лет, проживающий в Мексике.
Лобос является фанатом своего родного клуба «Химансии Ла-Плата».

## Достижения
Командные
 УАНЛ Тигрес
- Лига MX — Апертура 2011
- Североамериканская суперлига — 2009

Индивидуальные
- Лучший футболист турнира — Клаусура 2011
- Лучший футболист турнира — Апертура 2011
- Лучший атакующий полузащитник турнира — Апертура 2011
- Лучший атакующий полузащитник турнира — Клаусура 2012